# إيسيلكول

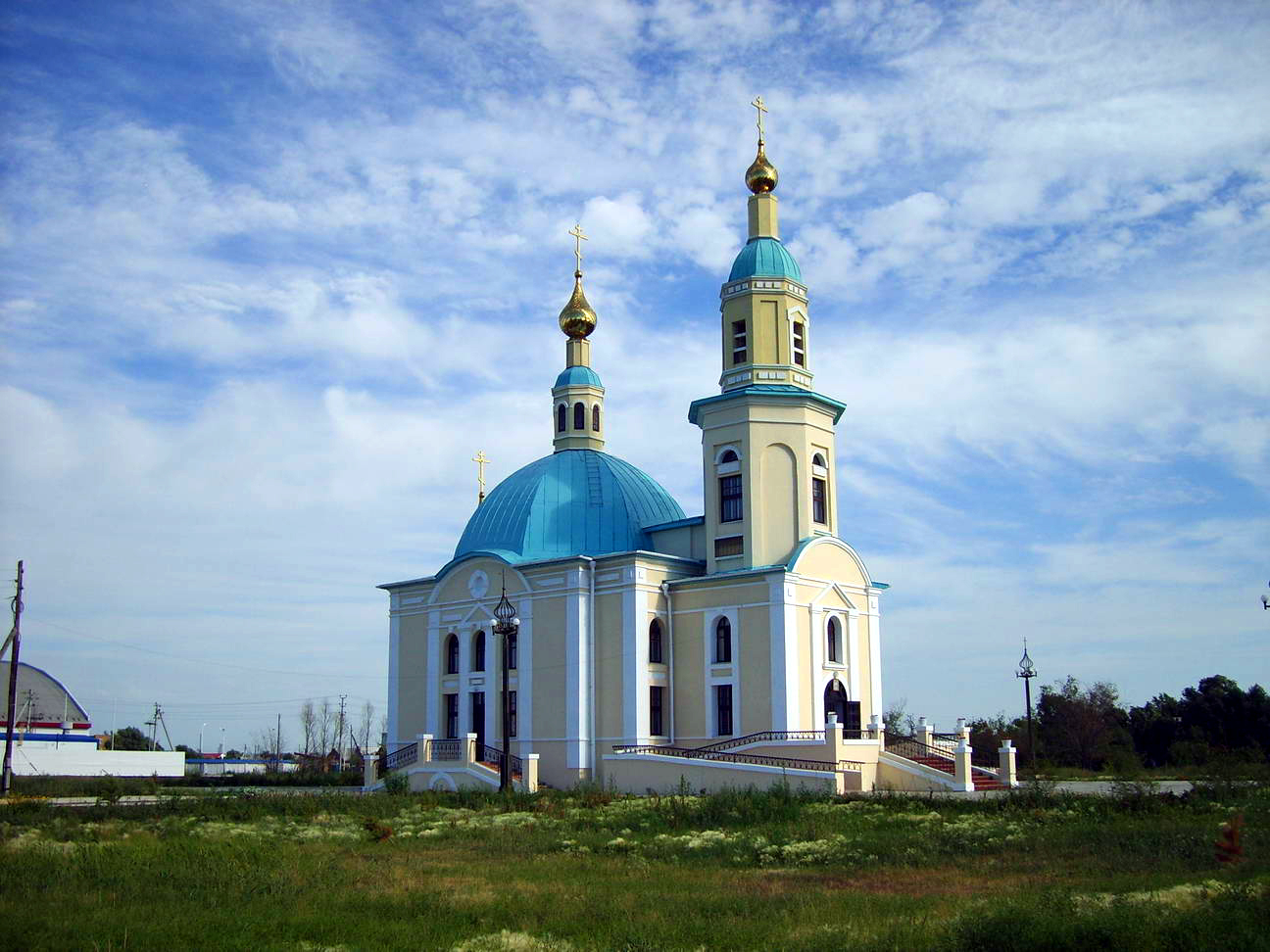
Temple of the New Martyrs and Confessors

إيسيلكول (بالروسية: Исилькуль) هي إحدى مدن روسيا في الكيان الفدرالي الروسي أومسك أوبلاست.

## أعلام
- سيرجي شيلباكوف
- إيغور سليونيايف